# 그대가 꽃
《그대가 꽃》은 KBS 1TV에서 수요일 저녁 7시 30분에 방영된 한국방송공사의 텔레비전 프로그램이다.

## 기획 의도
1. 누구의 인생에나 드라마는 있다. 만약 당신의 이야기가 드라마가 된다면?
2. 다양한 인생과 운명을 살아온 사람들의 삶과 인생을 통해 배우는 감동과 힐링.

— KBS 그대가 꽃 홈페이지의 프로그램 소개

## 역대 방송시간
| 방송 채널 | 방송 기간                         | 방송 시간                              |
| --------- | --------------------------------- | -------------------------------------- |
| KBS 1TV   | 2015년 1월 5일 ~ 2015년 5월 18일  | 매주 월요일 저녁 7:30 ~ 밤 8:25 (55분) |
| KBS 1TV   | 2015년 5월 27일 ~ 2015년 6월 24일 | 매주 수요일 저녁 7:30 ~ 밤 8:25 (55분) |

## 방송 회차
| 회차 | 방송일          | 제목 (원제)                       | 출연자      | 연령       | 메뉴                               |
| ---- | --------------- | --------------------------------- | ----------- | ---------- | ---------------------------------- |
| 1회  | 2015년 1월 5일  | 그대라서 고마워요                 | 현경석      |            | 떡볶이,어묵탕                      |
| 2회  | 2015년 1월 12일 | 7번방도 선물                      | 김황성      | 12세       | 참치기름 비빔밥                    |
| 3회  | 2015년 1월 19일 | 마법의 성                         | 한지수      | 12세       | 누룽지탕                           |
| 4회  | 2015년 1월 26일 | 그대는 나의 햇살                  | 오승근      |            | 멸치육수 김치찌개                  |
| 5회  | 2015년 2월 2일  | 파란대문                          | 소재원      | 15세       | 잡채                               |
| 6회  | 2015년 2월 9일  | 내가 사는 이유                    | 최성봉      | 15세       | 로브스터 짜장면                    |
| 7회  | 2015년 2월 16일 | 오마이, 나의 오마이               | 송해        | (연속)     | 황해도식 만둣국                    |
| 8회  | 2015년 2월 23일 | 오마이, 나의 오마이               | 송해        | (연속)     | 황해도식 만둣국                    |
| 9회  | 2015년 3월 2일  | 아덴만, 생과사의 146Hours         | 석해균      | 12세       | 연포탕 & 탕탕낙지                  |
| 10회 | 2015년 3월 9일  | 별이 빛나는 밤에                  | 윤항기      | 12세       | 꿀꿀이죽                           |
| 11회 | 2015년 3월 16일 | 웃으면 복이와요                   | 구봉서      | (연속)     | 참게장 비빔밥 & 모시조개 냉잇국    |
| 12회 | 2015년 3월 23일 | 웃으면 복이와요                   | 구봉서      | (연속)     | 참게장 비빔밥 & 모시조개 냉잇국    |
| 13회 | 2015년 3월 30일 | 톤즈의 꽃, 故 이태석 신부         | 이태영 신부 |            | 베네칭                             |
| 14회 | 2015년 4월 6일  | 아들의 아버지                     | 김태원      | (연속)15세 | 부추물만두                         |
| 15회 | 2015년 4월 13일 | 아들의 아버지                     | 김태원      | (연속)15세 | 부추물만두                         |
| 16회 | 2015년 4월 20일 | 우리들의 영웅, 캡틴 전            | 전제용      | (연속)12세 | 참치 월남쌈                        |
| 17회 | 2015년 4월 27일 | 우리들의 영웅, 캡틴 전            | 전제용      | (연속)12세 | 참치 월남쌈                        |
| 18회 | 2015년 5월 4일  | 나의 빈체로                       | 김호중      | 15세       | 부추냉채와 삼겹살 스테이크         |
| 19회 | 2015년 5월 11일 | 전설의 방패주먹, 배추가 돌아왔다! | 방동규      | 15세       | 메밀냉면 & 메밀차                  |
| 20회 | 2015년 5월 18일 | 6만 입양아의 주치의, 조병국       | 조병국      |            | 팥죽                               |
| 21회 | 2015년 5월 27일 | 미운오리새끼, 날다!               | 김수영      |            | 꼬막 짜장면                        |
| 22회 | 2015년 6월 3일  | 아니야, 우리가 미안해             | 천종호      |            | 대게 삼계탕                        |
| 23회 | 2015년 6월 10일 | 콤플렉스는 나의 힘                | 최범석      |            | 꽃게 파스타 & 과일 플람베          |
| 24회 | 2015년 6월 17일 | 히말라야로 간 사나이              | 엄홍길      |            | 고추장 닭볶음탕 칼국수             |
| 25회 | 2015년 6월 24일 | 하이라이트 방송                   |             |            | 고구마 맛탕 & 매운 갈비찜 & 레몬차 |